# Ciro Nogueira (homme politique, 1968)
Pour les articles homonymes, voir Ciro Nogueira.
Ciro Nogueira Lima Filho, né le 21 novembre 1968 à Teresina, est un homme politique brésilien,.
Il est l'un des chefs de file du Centrão au Parlement brésilien, un groupe informel de partis politiques qui monnaient leur soutien en échange de postes importants pour leurs membres ou de subventions pour les fiefs électoraux de leurs élus.
Jair Bolsonaro le nomme en août 2021 chef de son cabinet afin de renforcer ses appuis au Parlement. Fin 2021, le quotidien O Globo le cite parmi les parlementaires ayant bénéficié des fonds distribués selon la pratique de l'amendement du rapporteur, également appelé budget secret, pratique condamnée en décembre 2022 par le Tribunal suprême fédéral.